# Cagan-Oła
Cagan-Oła (ros. Цаган-Ола) – wieś w Rosji, w Kraju Zabajkalskim, w rejonie mogojtujskim Agińskiego Okręgu Buriackiego. W 2010 liczyła 1344 mieszkańców, głównie Buriatów.